# Reinhard Schmidt (Bildhauer)
Reinhard Schmidt (* 30. September 1917 in Berlin; † 13. April 1980 in Bad Doberan) war ein deutscher Bildhauer und in der DDR Fachschullehrer.

## Leben
Nach seinem Schulabschluss absolvierte Reinhard Schmidt von 1934 bis 1936 eine landwirtschaftliche Berufsausbildung im Raum Magdeburg. Daran schlossen sich um 1939 Arbeitsdienst, Teilnahme am Zweiten Weltkrieg als Soldat der Wehrmacht und eine schwere Verwundung an. Mit seiner Entlassung aus dem Lazarett studierte er von 1941 bis 1944 an der Meisterschule für Holzbildhauer in Bad Warmbrunn und 1944/1945 an der Staatlichen Kunsthochschule in Dresden, Fachrichtung Holzbildhauer.
Mit Ende des Krieges 1945 zog Reinhard Schmidt nach Lübz und war hier bis 1951 als freischaffender Künstler tätig. Seine ersten Arbeiten waren vor allem hölzerne Grabkreuze. Am Ort gehörte er zu den Mitbegründern des Kulturbundes von Lübz. Hier entstand auch 1948 sein erstes größeres Werk Selbstporträt. Drei Jahre später, im Jahr 1951, nahm er mit eigenen Arbeiten an der Ausstellung des Verbandes der Bildenden Künstler Mecklenburgs in Schwerin teil.
Von Lübz aus wechselte Reinhard Schmidt nach Wismar und unterstützte, an der Seite von Werner Laux, den Aufbau der Fachschule für angewandte Kunst (FAK) in Wismar. Mit Eröffnung des Studienbetriebes im Oktober 1950 arbeitete er hier als Dozent, Abteilungsleiter im Fachbereich „Model(Vorbild)Bau“ und stellvertretender Direktor. Bis 1956 übte er dann, mit dem Ortswechsel nach Heiligendamm Anfang 1953, an der Fachschule das Amt des Direktors aus. Ab dieser Zeit gehörte er zum Verband Bildender Künstler der DDR und bereitete im Rahmen des Komitees der „Ostseewoche“ themenbezogene Ausstellungen im Museum der Stadt Rostock mit vor. Sein Nachfolger im Amt des Fachschuldiraktors wurde 1957 der Architekt Gerhard Präkelt. Schmidt verblieb weiter als Dozent im Lehrbereich Bauplastik und verfolgte von da an wieder stärker seine künstlerische Laufbahn. Ab 1961 war er in Bad Doberan als freischaffender Künstler tätig. Von hier aus beteiligte er sich mit an der II. Internationalen Kunstausstellung 1961 im Museum der Stadt Rostock. Zu dieser Zeit übte er das Amt des Vorsitzenden der Bezirksorganisation Rostock im Verband Bildender Künstler der DDR aus. 1977 wurde er mit dem Orden Banner der Arbeit geehrt.
Ihn verband eine enge Freundschaft zu dem ebenfalls in Bad Doberan lebenden Schriftsteller Ehm Welk. Die Gestalten und Geschichten aus dessen vielgelesenem Werk Die Heiden von Kummerow nachempfindend, schuf Schmidt das gleichnamige Relief. Es steht heute vor dem ehemaligen Wohnhaus des Schriftstellers. Weitere Arbeiten zu spezifischen Themen bildender Kunst im Ostseeraum kamen Anfang der 1970er Jahre dazu. Dazu gehörten das im Jahr 1973 in Saßnitz aufgestellte Ehrenmal und in den Folgejahren die Skulpturen Vater mit Sohn, Der Melker sowie weitere Arbeiten. Nicht selbst vollenden konnte er 1980 seine Arbeit Turm vom kleinen Glück, die nach Fertigstellung 1981 durch Jo Jastram, Reinhard Dietrich und Erhard John ihren Platz in einem Stadtpark von Rostock fand.

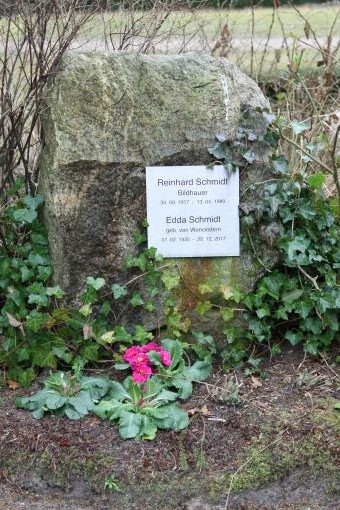
Grabstein der Familie Schmidt Friedhof Bad Doberan

## Weitere Werke (Auswahl)

### Werke im öffentlichen Raum
- Relief „Die Heiden von Kummerow“ – Standort vor dem Ehm Welt Haus in Bad Doberan
- Skulptur „Vater mit Sohn auf der Schulter“ – Standort Strandpromenade Kühlungsborn-Ost
- Ehrenmal für die antifaschistischen Widerstandskämpfer – Stele mit 6 Reliefs,  Standort Saßnitz, 1973
- Ehrenmal am Rugard – Standort Bergen (Rügen)
- Plastik „Eisbärenpaar“ – Standort Saßnitz (Rügen)
- Plastik „Der Melker“ – Standort Bad Doberan auf dem Kamp (zur Alexandrinenstraße)
- Stele „Turm vom kleinen Lebensglück“ 1981 – Standort Park in der Paulstraße von Rostock

### Weitere Plastiken
- Selbstporträt (1948; Staatliches Museum Schwerin)
- Porträt (1952, Büste einer Frau, Marmor)[4][5]
- Genosse M. (1952, Büste; Studie in Gips)[6][5]
- Ehm Welk (um 1958, Büste, Gips, getönt; auf der Vierten Deutschen Kunstausstellung)[7]
- Stehende (1961, Statuette, Bronze)[8]

## Teilnahme an Ausstellungen (unvollständig)
- 1958, 1977/1978 und 1982/1983: Dresden, Vierte Deutsche Kunstausstellung und VIII. und IX. Kunstausstellung der DDR
- 1967: Berlin, Kunstausstellung zum VII. Parteitag der SED
- 1969, 1974, 1979 und 1984: Rostock, Bezirkskunstausstellungen
- 1975: Wanderausstellung „Kleinplastik und Grafik“